# Edificio II per INA
L'Edificio II per INA è il secondo palazzo di un complesso commerciale e residenziale della città di Pavia, in viale Cesare Battisti 7. Fu progettato dal celebre architetto Guglielmo Ulrich nel 1954, realizzato tra il 1954 e il 1956.

## Storia
L'edificio viene costruito durante il periodo post-bellico e l'inizio del boom edilizio degli anni ‘60. In questi anni Pavia si trasforma in un cantiere e l'attività edilizia non si sviluppò soltanto nella ricostruzione dei quartieri distrutti dai bombardamenti ma interessò tutta la città: dalla Minerva, alla Bordoncina, da Città Giardino a Viale della Libertà e da Viale Campari a Viale Cremona.
Il palazzo nasce da un progetto di riqualifica di piazza della Minerva, il quale viene affidato all'architetto Guglielmo Ulrich. Si occupò della progettazione e realizzazione del complesso per l'azienda INA, ovvero di due edifici. La prima ipotesi del progetto prevedeva quattro piani, in seguito venne fatta una proposta con sette piani ma fu scartata dall'Ufficio Tecnico Comunale, a causa di squilibri con il profilo delle facciate contigue e con il primo edificio già realizzato.

## Descrizione

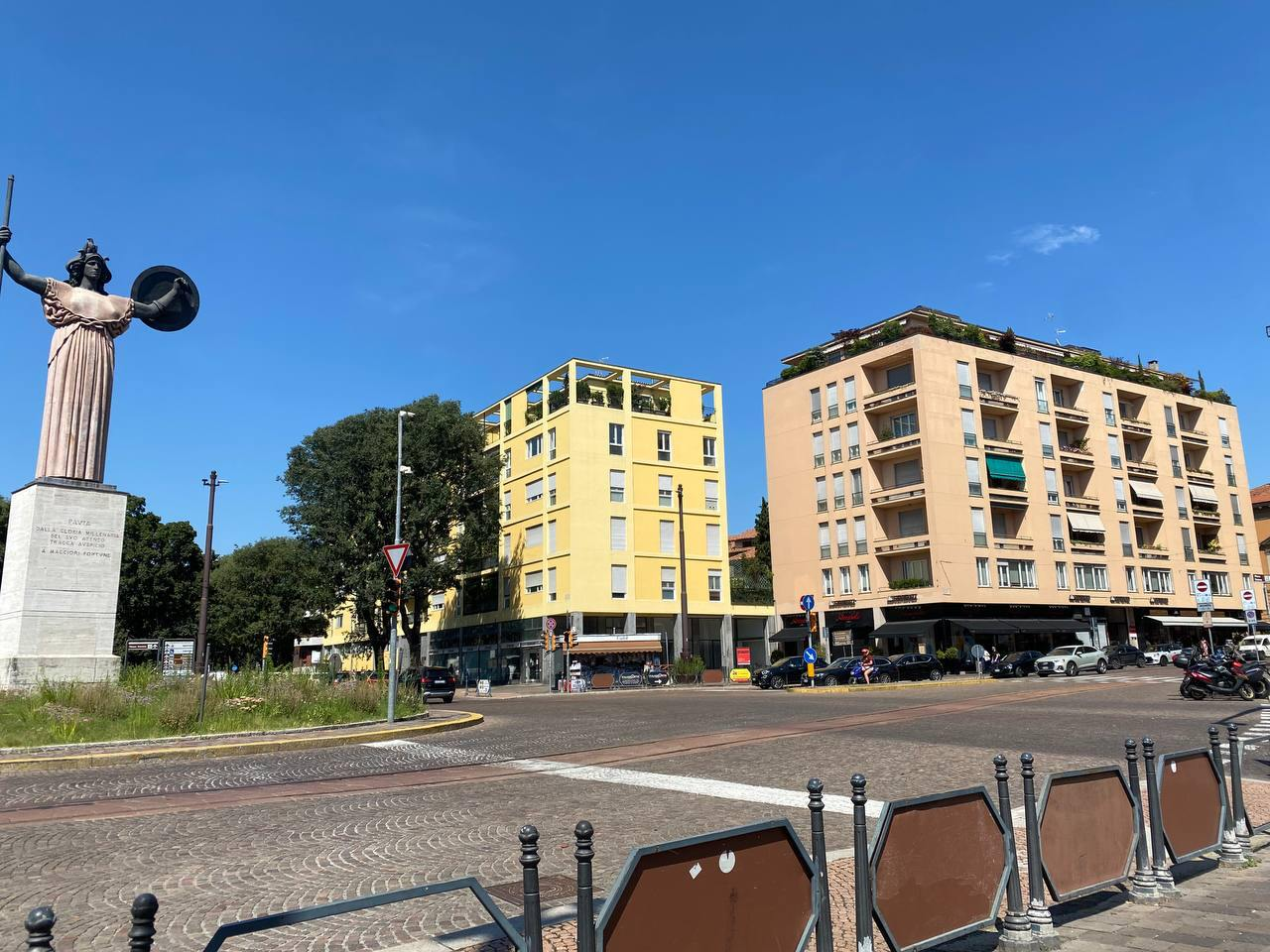
Vista angolo tra Edificio II ed Edificio I da piazzale Minerva

Il secondo palazzo Ina sorge di fianco al primo realizzato pochi anni prima. Le dimensioni sono commisurate alla scala di grandezza della piazza sulla quale affaccia.
L'edificio adotta un linguaggio maggiormente razionalista con la maglia strutturale ortogonale in vista. Una riqualificazione ha apportato modifiche tra le quali l'eliminazione delle tesserine di rivestimento.
Il progetto edilizio riguarda la costruzione di una casa d'affitto a Pavia, con particolare attenzione alla semplicità e alla coerenza architettonica con l'edificio INA preesistente. La copertura dell'edificio è una terrazza non accessibile.
Sono utilizzabili 6 piani di cui l'ultimo è arretrato con una copertura leggera
L'edificio ospita quattro negozi con un totale di circa 290 metri quadri

### Facciata

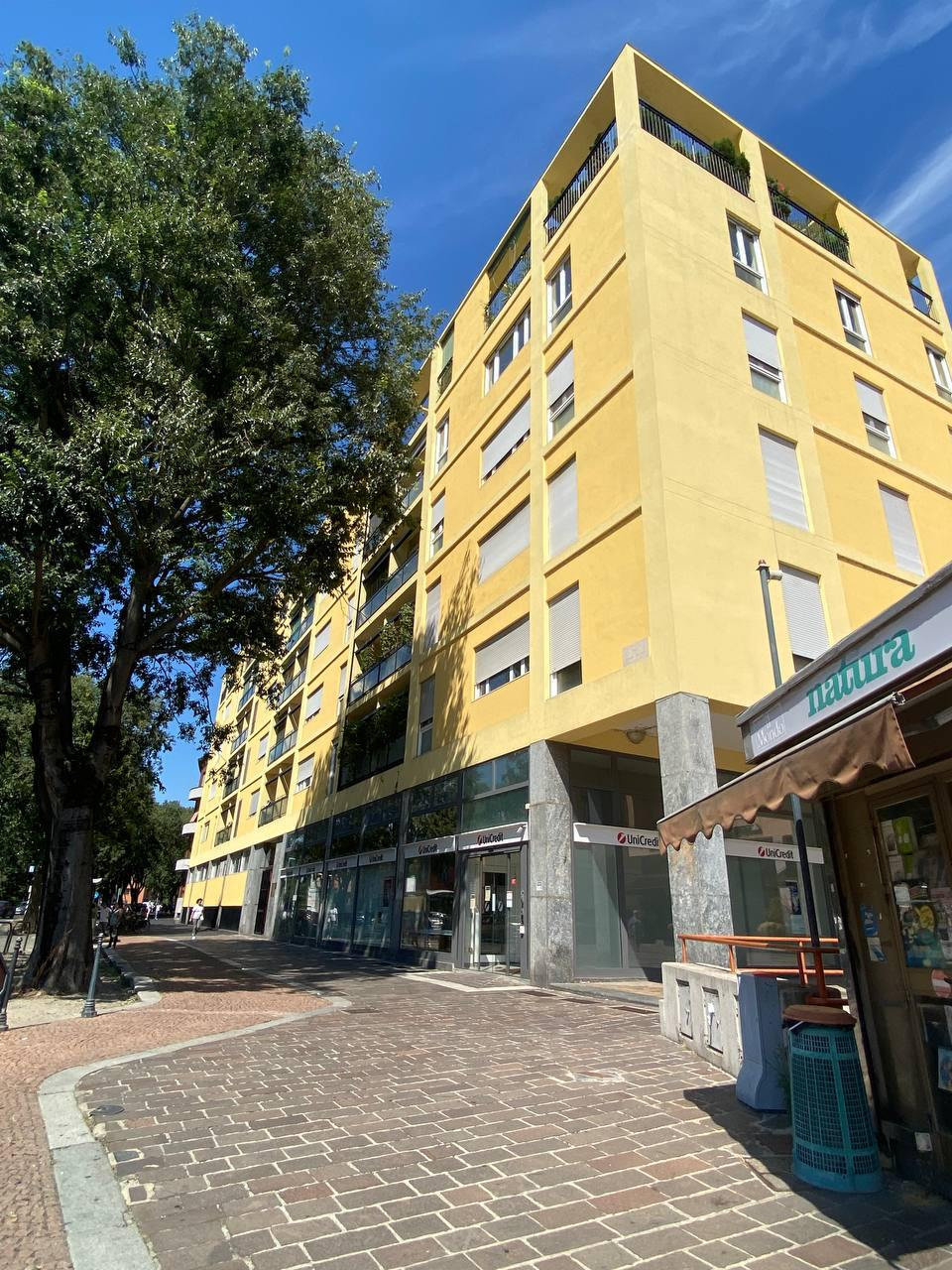
Edificio II INA angolo

L'esterno dell'edificio è caratterizzato da elementi architettonici definiti e dall'uso di materiali regionali, come il sarizzo-ghiandone per i pilastri dei negozi e intonaco a polvere di marmo per i marcapiani. Le parti metalliche sono  in ferro verniciato, mentre i parapetti dei balconi sono in vetro retinato, le finestre invece hanno contorni in marmo.
Una maglia strutturale a vista, ordina i prospetti all'interno della quale finestre orizzontali e verticali, logge con diverse profondità e raggruppate in episodi unitari, sono composte con raffinatezza. Un breve porticato, aggiunto in un secondo tempo con una variante di progetto, si rivolge sul lato minore verso l'angolo creato con il primo palazzo Ina, mentre la struttura a vista, svuotata all'ultimo livello, determina una pergola a grande scala a coronamento dell'edificio.
I tamponamenti esterni sono rivestiti da tesserine di ceramica color terra di Siena; i parapetti delle logge sono realizzati in metallo e cristallo temperato smerigliato. Il linguaggio e i materiali adottati sono mutuati dal razionalismo e sono affini a quelli dell'edificio realizzato dallo stesso Ulrich a Milano in viale Vittorio Veneto nel 1952.
Sul fronte posteriore due episodi sporgenti dal filo di facciata e a profilo curvo in pianta, ordinano gli affacci e i balconi degli appartamenti di taglio minore. Al piano terra sono collocati negozi nella porzione verso il portico e uffici sul lato opposto oltre all'alloggio del portiere. Sono previsti sei appartamenti al primo, secondo e terzo piano e quattro appartamenti al quarto piano.

### Interni
Il piano terra ospita negozi nella parte verso l'angolo con corso Cavour e uffici nella porzione verso il viale, oltre all'alloggio del custode in posizione centrale.
L'ingresso conduce a  due vani scala laterali, con ascensori posti simmetricamente, che disimpegnano quattro alloggi per piano. 
I locali della zona giorno si affacciano verso il piazzale mentre le camere della zona notte prospettano sul retro determinando sul prospetto posteriore due episodi sporgenti e a pianta curvilinea che accolgono balconi, cucine e servizi.
Numerose affinità si possono riscontrare con l'edificio Fenwick realizzato da Ulrich a Milano in viale Vittorio Veneto nel 1950-53 che mostra un reticolo strutturale a vista in prospetto seppure declinato con differenti varianti e soluzioni compositive di minor calibro.